# Hori Shinji

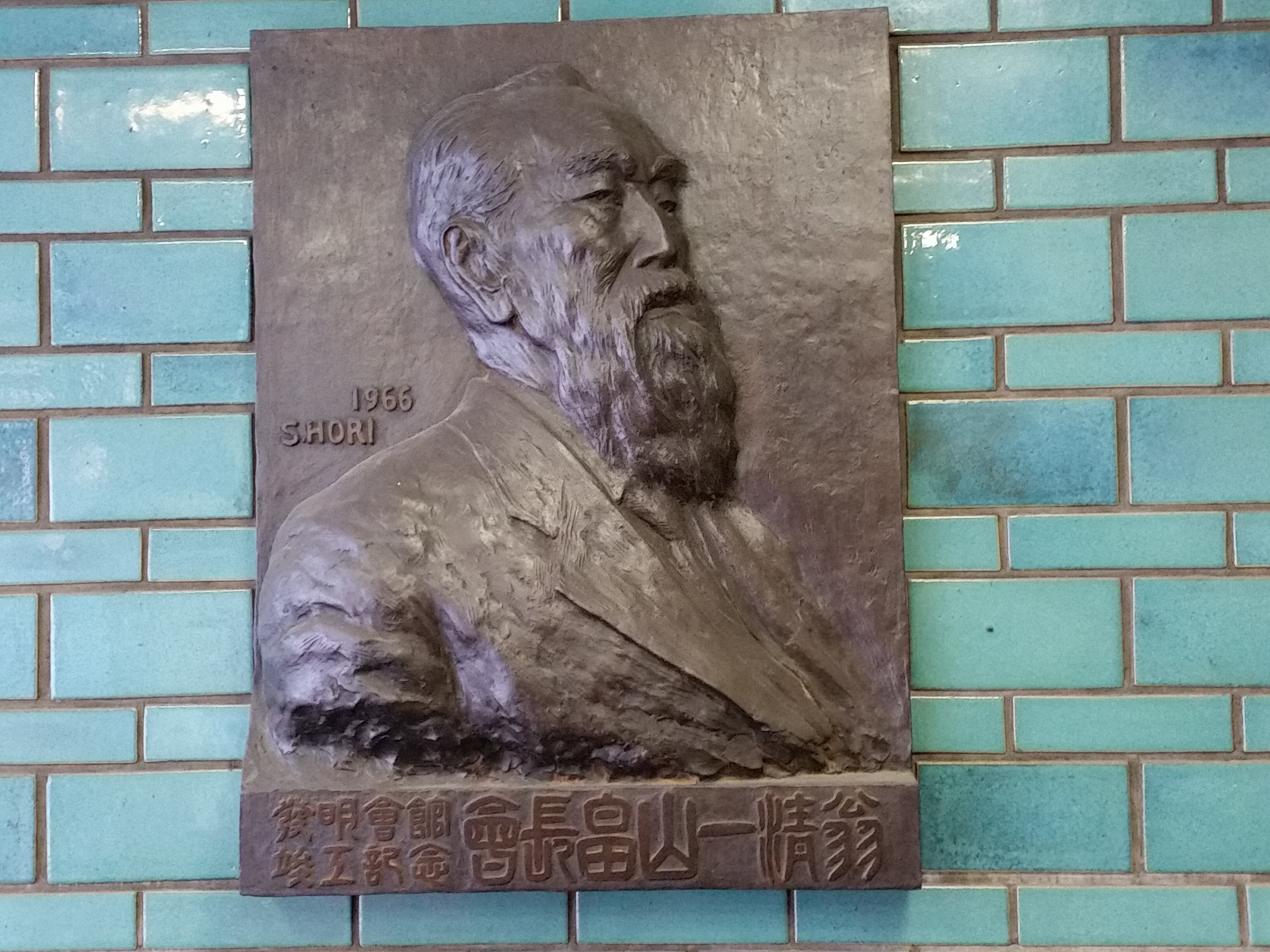
Hatakeyama Issei, 1966

Hori Shinji (japanisch 堀 進二; geboren 5. Mai 1890 in Tōkyō, gestorben 27. März 1978 in Tōkyō) war ein japanischer Bildhauer der Taishō- und Shōwa-Zeit.

## Leben und Wirken
Hori Shinji besuchte ab 1906 die Ausbildungsstätte der privaten Kunstschule „Taiheiyō Gakai Kenkyūjo“ (太平洋画会研究所), an der er Zeichnen unter Nakamura Fusetsu und Modellieren unter Shinkai Taketarō erlernte. Während seiner Ausbildung freundete er sich mit Tobari Kogan und Nakahara Teijirō an. Seine Skulptur „Alte Frau“ (老婆, Rōba), die er auf der 5. „Bunten“-Ausstellung im Jahr 1911 zeigte, gewann eine schriftliche Anerkennung für ihren glaubwürdigen Realismus. Hori wurde auch 1916 und auf zwei weiteren Ausstellungen lobend erwähnt. Er stellte auch weiter regelmäßig aus und wirkte gelegentlich als Juror auf „Teiten“-Ausstellungen. 1911 war er bereits Mitglied der Taiheiyō Gakai geworden.
Nach dem Pazifikkrieg  arbeitete er mit daran, die Ausbildungseinrichtung der Taiheiyō gakai, die im Krieg während der Luftangriffe zerstört worden war, wieder aufzubauen. 1950 wurde Hori Professor an der Universität Chiba, 1954 übernahm er die Leitung der Ausbildungseinrichtung der Taiheiyō gakai.
Hori gewann mit seiner Skulptur „Menschenmenge“ (人海, Jinkai), ausgestellt auf der 3. „Shin-Nitten“-Ausstellung 1961 den Preis der Akademie der Künste. Weitere bemerkenswerte Skulpturen sind „Porträt des alten H“ (H老人の肖像, H Rōjin no Shōzō) und „Frau, im Licht gebadet“ (光に浴せる女, Hikari ni yokuseru onna).